# Entita (informatika)

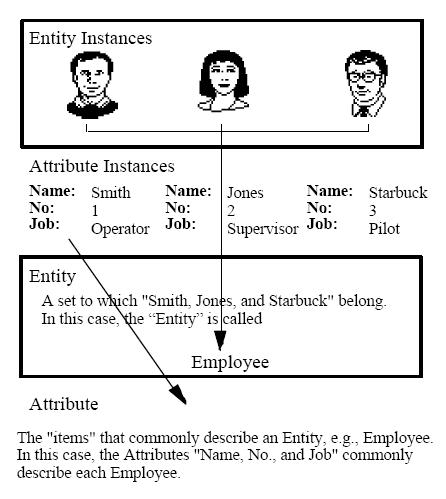
Příklady atributů

Entita je libovolný objekt (osoba, zvíře, věc či jev) reálného světa, který je zachycen v datovém modelu. Entita musí být rozlišitelná od ostatních entit a existovat nezávisle na nich. 
V programování je entita nejčastěji reprezentována třídou. Po vytvoření instance entity se z ní stává objekt. 

## Typ entity
Typem entity nazýváme množinu objektů stejného druhu, charakterizovaných názvem typu a popsaných pomocí jejich vlastností – atributů. Jednotlivé entity nazýváme také výskyty nebo instancemi objektů entitního typu.

Příklad v jazyce PHP:
```
class
 
User

{

    
public
 
$id
;

    
public
 
$username
;

    
public
 
$password
;

    
public
 
$role
;

}

```

Ve zdrojovém kódu implementujeme třídu User, která popisuje, jaké všechny vlastnosti může uživatel mít.

Následně můžeme vytvořit instanci konkrétního uživatele, v tu chvíli se z třídy stává objekt a označení entita je nyní vnímáno jako typ objektu.
```
$user
 
=
 
new
 
User
;

$user
->
id
 
=
 
1
;

$user
->
username
 
=
 
'root'
;

$user
->
password
 
=
 
'****'
;

$user
->
role
 
=
 
'admin'
;

```

Pokud bychom instanci třídy uložili do objektové databáze (například Doctrine), množina uživatelů bude v tu chvíli skupina entit typu User. Jednotlivé záznamy v tabulce pak budou odděleny sloupcem discriminator, který vyjadřuje konkrétní typ třídy.